# Georg Friedrich von Greiffenklau
Georg Friedrich von Greiffenklau (tyska: Georg Friedrich von Greiffenclau zu Vollrads), född 8 september 1573 på slottet Vollrads vid Winkel i Rheingau, död 6 juli 1629 i Mainz, var från 1626 till 1629 ärkebiskop och kurfurste av Mainz och därmed ärkekansler av det Tysk-romerska riket.

## Biografi
Georg Friedrich härstammade från den adliga släkten Greiffenclau i Rheingau. Han studerade på Germanicum i Rom, och trädde sedan i tjänst som diplomat och tjänsteman i Mainz. 1616 blev han vald till biskop av Worms och 1626 slutligen till ärkebiskop av Mainz.
von Grieffenklau var upphovsman till Restitutionsediktet, som fick en stor påverkan på det Trettioåriga kriget. 1627 lät han påbygga residenset Martinsburg till ett kurfurstepalats i renässansstil. 
Han är begravd i Domen i Mainz.